# تاکدا
شرکت داروسازی تاکِدا (به ژاپنی: 武田薬品工業株式会社) شرکت داروسازی ژاپنی چندملیتی است، که تمرکز اصلی آن بر تولید داروهای مرتبط با سرطان‌شناسی، التهاب، عصب‌شناسی و پزشکی گوارش معطوف می‌باشد. این شرکت هم‌اکنون به‌عنوان دوازدهمین تولیدکننده دارو در جهان و بزرگترین در آسیا شناخته می‌شود.
شرکت تاکدا در سال ۱۷۸۱ تأسیس شد و هم‌اکنون کارخانجات اصلی آن در کشورهای ژاپن، چین، اندونزی، ایتالیا و ایرلند مستقر می‌باشند، همچنین از طریق شرکت تابعه نیکومد، دارای واحدهای تولید دارو در آرژانتین، برزیل، مکزیک، بلژیک، دانمارک، آلمان، اتریش، استونی، لهستان و نروژ می‌باشد.
دفتر مرکزی این شرکت در شهر اوساکا، ژاپن قرار دارد و سهام آن در بازارهای بورس توکیو، بورس اوساکا و بورس ناگویا معامله می‌شود. بازار اصلی فروش و عرضه محصولات شرکت دارویی تاکدا در ایالات متحده آمریکا و اروپا متمرکز می‌باشد، که توزیع داروهای آن از طریق شرکت تابعه تی‌ای‌پی که با مشارکت شرکت آمریکایی آزمایشگاه ابوت انجام می‌شود. در ژانویه ۲۰۱۹ تاکدا با خرید و الحاق شرکت انگلیسی شایر پی‌ال‌سی به فهرست ۱۰ شرکت بزرگ داروسازی جهان راه پیدا کرد.